# Списък на народните представители от Шестото велико народно събрание
Тази статия представлява списък на народните представители от Шесто велико народно събрание, избрано на 27 октомври 1946 г.

## Народни представители
1. Александър Ботев
2. Александър Георгиев Бонкин
3. Александър Георгиев Найденов
4. Александър Димитров Петров
5. Александър Миленов
6. Александър Хараламбиев Ковачев
7. Александър Оббов
8. Алекси Гогов Бонев
9. Али Бекиров Чепчиев
10. Анастас Атанасов Циганчев
11. Анастас Петров Мирчев
12. Анастасия Атанасова Каварджикова
13. Анастасия Василева Вълкова
14. Ана Ченкова Розенборг
15. Анани Николов Ангелов
16. Ангел Държански
17. Ангел Иванов Коев
18. Ангел Григоров Тишевски
19. Ангел Димитров Бъчваров
20. Ангел Попилиев Ангелов
21. Ангел Петров Крайчев
22. Ангел Бълев
23. Андрей Михайлов Андреев
24. Андрей Пенев Денев
25. Анка Стоянова Милчева
26. Антон Югов
27. Асен Александров Бозаджиев
28. Асен Атанасов Попов
29. Асен Стамболийски
30. Асен Павлов
31. Асен Тодоров Чапкънов
32. Асен Тончев Паянтов
33. Асен Христов Николов
34. Атанас Атанасов Николов
35. Атанас Димитров Добревски
36. Атанас Драгиев
37. Атанас Иванов Лерински
38. Атанас Москов
39. Атанаска Емануилова Георгиева
40. Атанас Колев Биволарски
41. Атанас Кънчев Минков
42. Х. Атанас Попов Панайотов
43. Ахмед Хюсеинов Якубов
44. Билял Мурадов Дурмазов
45. Благой Николов Панайотов
46. Бончо Митев
47. Борис Ангелов Костов
48. Борис Тачев Анчев
49. Борис Владимиров Ненов
50. Борис Георгиев Бонов
51. Борис Илиев Чанджиев
52. Борис Бумбаров
53. Борис Маринов Атанасов
54. Борис Николов Стоев
55. Борис Стефанов Хаджиматеев
56. Борис Тасков
57. Бочо Илиев
58. Васил Василев Доков
59. Васил Павурджиев
60. Васил Иванов Василев
61. Васил Мавриков
62. Васил Петков Василев
63. Васил Петков Ханджиев
64. Васил Коларов
65. Васил Караджов
66. Васил Христов Ацев
67. Васил Христов Милушев
68. Венера Стоянова Клинчарова
69. Веселин Димитров Герев
70. Вера Начева
71. Вида Димитрова Василева
72. Витан Цветанов Андреев
73. Вичо Атанасов Начев
74. Владимир Поптомов
75. Вълчо Ценков Ненков
76. Вътко Иванов Цветков
77. Владимир Димчев Христов
78. Владимир Лазаров Арнаудов
79. Владимир Поптомов
80. Власи Власковски
81. Вълко Червенков
82. Вълчо Цанков
83. Вяра Димитрова Златарева
84. Вяра Димитрова Каляшка
85. Вяра Костова Македонска
86. Вяра Начева Людсканова
87. Гани Радев Костов
88. Ганчо Минев Ганчев
89. Генчо Райчев Генов
90. Георги Александров Божков
91. Георги Хаджигецов
92. Георги Василев Божков
93. Георги Връбчев Георгиев
94. Георги Марков
95. Георги Дамянов
96. Георги Драгнев[4]
97. Георги Желев Генов
98. Георги Иванов Ялъмов
99. Георги Йорданов
100. Георги Колев Петков
101. Георги Костадинов Костов
102. Георги Миндов Хайдутов
103. Георги Добрев
104. Георги Михайлов Георгиев
105. Георги Григоров Димитров
106. Георги Димитров
107. Георги Панайотов
108. Георги Петков Георгиев
109. Георги Петров Дудов
110. Георги Славчев Георгиев
111. Георги Стойнев Згрипарев
112. Георги Тодоров Малинов
113. Георги Кръстев Динов
114. Георги Трайков
115. Георги Босолов
116. Георги Христов Даскалов
117. Георги Христов Попиванов
118. Георги Атанасов Хълчев
119. Георги Цанков
120. Георги Чанков
121. Горан Ангелов
122. Господин Гочев Димов
123. Господин Пеев Милков
124. Гочо Грозев
125. Гочо Нейков Терзиев
126. Григор Шопов
127. Груди Атанасов
128. Грую Христов Памукчиев
129. Дамян Попхристов
130. Данчо Димитров
131. Дара Христова Михайлова
132. Деню Николов Попов
133. Димитър Ганев
134. Димитър Бузов Димитров
135. Димитър Димов
136. Димитър Георгиев Запрянов
137. Димитър Иванов Захариев
138. Димитър Иванов Райков
139. Димитър Йорданов Чорбаджиев
140. Димитър Константинов Греков
141. Димитър Хаджиев
142. Димитър Нейков
143. Димитър Милков Димитров
144. Димитър Михайлов Паунов
145. Димитър Ненов Ганчев
146. Димитър Николов Котев
147. Димитър Памуков
148. Димитър Панайотов Иванов
149. Димитър Стоичков
150. Димитър Стоянов Ангелов
151. Димитър Трифонов Петров
152. Димитър Цветков Пенов
153. Димо Костадинов Атанасов
154. Димо Казасов
155. Димчо Хубенов Ферелиев
156. Диньо Гочев
157. Диню Тодоров Станчев
158. Дичо Тодоров Стоянов
159. Добри Терпешев
160. Добри Стоянов Бодуров
161. Добри Щилиянов Кавлаков
162. Дойчо Чолаков
163. Дончо Досев Дончев
164. Доню Минчев Сербезов
165. Дочо Шипков
166. Драган Петров Стоянчов
167. Евлоги Алексов Величков
168. Екатерина Аврамова
169. Елена Гаврилова
170. Елена Илиева Костадинова
171. Елисавета Попантонова
172. Емил Андонов Ангелов
173. Емилия Атанасова Живкова
174. Енчо Стайков
175. Ефрем Митев Джонов
176. Желю Иванов Тончев
177. Жейка Генова Хардалова
178. Желязко Стефанов Бакалов
179. Живко Живков
180. Запрян Ташев Запрянов
181. Запрян Костов Джонгов
182. Захари Христов Захариев
183. Здравко Митовски
184. Иван Андреев Петков
185. Иван Василев Митов
186. Иван Райков
187. Иван Георгиев Копринков
188. Иван Гергов Николов
189. Иван Делчев Янев
190. Иван Димитров
191. Иван Неделчев Дуков
192. Иван Попдимитров Попиванов
193. Иван Евтимов Тренчев
194. Иван Златев Антонов
195. Иван Чонос
196. Иван Николов Гутов
197. Иван Зурлов
198. Иван Пашов
199. Иван Йорданов Попов
200. Иван Масларов
201. Иван Николов Пешев
202. Иван Андонов Текемски
203. Иван Пенчев Генов
204. Иван Петров Кишмеров
205. Иван Стефанов
206. Иван Стойков Мамирев
207. Иван Наков
208. Иван Христов Костов
209. Иван Христов Тодоров
210. Иван Чуков
211. Иван Цветанов Гинчев
212. Игнат Емануилов Игов
213. Игнат Илиев
214. Израел Барух Майер
215. Илия Атанасов Ставрев
216. Илия Радков
217. Илия Вълчев Маринов
218. Илия Добрев
219. Илия Николов Игнатов
220. Илия Бояджиев
221. Илия Филев Джагаров
222. Исмаил Халил Сарходжов
223. Йордан Александров Петков
224. Йордан Георгиев Попов
225. Йордан Дончев Чернев
226. Йордан Костов
227. Йордан Катранджиев
228. Йордан Ковачев
229. Йордан Чобанов
230. Йордан Панайотов Иванов
231. Йордан Русев Йорданов
232. Йордан Стефанов Маргенов
233. Калю Малев
234. Камен Горанов Червенашки
235. Камен Христов Генчев
236. Кимон Георгиев
237. Кирил Клисурски
238. Кирил Драмалиев
239. Кирил Лазаров
240. Кирил Йосифов Попов
241. Кирил Пешев Николов
242. Кирил Христов Милев
243. Константин Милков Минчев
244. Константин Русинов Динчев
245. Коста Лулчев
246. Коста Райнов Крачанов
247. Коста Спасов Гицов
248. Костадин Велев Денев
249. Костадин Ганев Димов
250. Костадин Лазаров Кожухаров
251. Костадин Горбанов
252. Костадин Христов Диклиев
253. Кочо Георгиев Бонев
254. Крум Димитров Славов
255. Крум Миланов Рангелов
256. Крум Милушев Илиев
257. Крум Кюлявков
258. Кръстан Раковски
259. Кръстьо Стойчев
260. Кръстьо Димитров Недков
261. Кръстю Добрев
262. Кръстю Николов Кръстев
263. Лалю Ганчев
264. Лалю Георгиев Шипков
265. Любен Боянов Боянов
266. Любен Владимиров Дамянов
267. Любен Коларов
268. Любен Тодоров Гумнеров
269. Любомир Велчев Казаков
270. Людмил Стоянов
271. Магда Димитров Тошкова
272. Макри Гюлева
273. Михаил Стоянов Въков
274. Манол Златков Ангелов
275. Мара Митева Станева
276. Марин Личев Тодоров
277. Марин Стоянов Шиваров
278. Марин Тинчев Маринов
279. Марко Пенчев Попов
280. Мата Янчева Тюркеджиева
281. Милан Данев Димов
282. Минчо Минчев
283. Минчо Пашов Минчев
284. Минчо Петров Драндаревски
285. Минчо Нейчев
286. Митю Иванов Седев
287. Михаил Карлев Дудев
288. Михал Неков
289. Михаил Петров Попов
290. Михаил Геновски
291. Михаил Ташков Михайлов
292. Младен Иванов Биджов
293. Младен Миков Големански
294. Моно Пейков
295. Мустафа Хасанов Изетов
296. Мустафа Юмеров Билялов
297. Неделчо Пандов Костов
298. Неделчо Янков Шарабов
299. Недко Колев Ботев
300. Недю Георгиев Жеков
301. Недялка Петкова Душкова
302. Недялко Атанасов
303. Недялко Петков Переновски
304. Ненчо Николаев Ненов
305. Никола Алексиев Николов
306. Никола Ангелов Разлоганов
307. Никола Велев Найденов
308. Никола Балканджиев
309. Никола Петков (
310. Никола Евтимов Гавраилов
311. Никола Колев Минчев
312. Никола Маринов Ковачев
313. Никола Павлов Дрънгьовски
314. Никола Палагачев
315. Никола Певтичев Георгиев
316. Никола Пенчев Айлъков
317. Никола Станев Николов
318. Никола Тодоров Гьорговски
319. Никола Христов Кръшков
320. Никола Янев Попов
321. Николай Друмев Титков
322. Нино Николов Петков
323. Нинко Стефанов
324. Нисим Азария Исаков
325. Павел Цолов Петков
326. Панчо Жеков Панев
327. Пеко Таков
328. Пеко Петров Яков
329. Пело Пеловски
330. Пенка Цветанова Цветанова
331. Пенчо Василев Маджаров
332. Пенчо Костурков
333. Петко Андреев Стоенчев
334. Петко Благоев Реджаков
335. Петко Власов Редисанов
336. Петко Кунин
337. Петко Деков Нинов
338. Петко Димитров Петков
339. Петко Иванов Търпанов
340. Петко Иванов Франков
341. Петко Лалов Петков
342. Петко Петров Абаджиев
343. Петко Стоянов
344. Петко Цанков Памукчиев
345. Петра Иванова Костадинова
346. Петър Дертлиев
347. Петър Божинов Трифонов
348. Петър Георгиев Пачев
349. Петър Дешков Цвятков
350. Петър Иванов Бомбов
351. Петър Иванов Братков
352. Петър Иванов Запрянов
353. Петър Йовчев Бобчев
354. Петър Йорданов Ковачев
355. Петър Каменов Паунов
356. Петър Коев
357. Петър Русев Пейчев
358. Петър Сърбински
359. Петко Пеев Петров
360. Петър Анастасов Георгиев
361. Петър Димов Бабаков
362. Петър Попиванов Николов
363. Петър Попсавов Тодоров
364. Петър Тодоров Митков
365. Петър Панайотов
366. Петър Томов Пергелов
367. Петър Янчев Станчов
368. Първа Димитрова Цвяткова
369. Рада Йорданова Ноева
370. Раденко Видински
371. Ради Найденов
372. Ради Христов Радев
373. Райко Дамянов
374. Рангел Василев Даскалов
375. Ранчо Арменчев Кеменчеджиев
376. Рачо Ангелов
377. Рачо Йонков Домусчиев
378. Рубен Аврамов
379. Руса Петкова Господинова
380. Сабри Афуз Реджебов
381. Сава Дълбоков
382. Светла Даскалова
383. Сергей Георгиев Златанов
384. Слав Иванов Баджаков
385. Слави Петков Пушкаров
386. Сотир Колев Георгиев
387. Спаска Георгиева Воденичарска
388. Спас Найденов Недков
389. Спас Николов Христов
390. Спас Христов
391. Спас Цонков Маринов
392. Сребро Бабаков
393. Стамо Костадинов Карамаринчев
394. Станка Иванова Димитрова
395. Станка Христова Димитрова
396. Станю Василев Попов
397. Станю Коев Станев
398. Стела Благоева
399. Стефан Георгиев Димитров
400. Стефан Иванов Бакърджиев
401. Стефан Тодоров Ковачев
402. Стефан Тончев
403. Стефан Цанов Осиковски
404. Стоичко Наков Рамков
405. Стойко Георгиев
406. Стойне Лисийски
407. Стойно Стойнов Гяуров
408. Стою Неделчев-Чочоолу
409. Стоян Ангелов Кърлов
410. Стоян Гюров
411. Стоян Сюлемезов
412. Стоян Божков Георгиев
413. Стоян Жеков Гагов
414. Стоян Нешев Петровски
415. Стоян Павлов
416. Стоян Павлов Делчев
417. Стоян Паликрушев
418. Страти Скерлев Сидеров
419. Тано Цолов
420. Тачо Даскалов
421. Титко Черноколев
422. Тодор Атанасов Георгиев
423. Тодор Атанасов Танев
424. Тодор Василев Кордовски
425. Тодор Драганов Йорданов
426. Тодор Иванов Гичев
427. Тодор Павлов
428. Тодор Иванов
429. Тодор Киров Йочев
430. Тодор Самодумов
431. Тодор Савов Лижев
432. Тодор Стоянов Лазаров
433. Тодор Тихолов Лалов
434. Тодор Янакиев
435. Тодор Живков
436. Тодора Иванова Коева
437. Тончо Тенев Тонев
438. Тоню Бонев Желев
439. Трайчо Костов
440. Трифон Кунев (в затвора по това време)
441. Трифон Тодоров Йорданов
442. Трифон Тодоров Юрданов
443. Филип Ангелов Гяуров
444. хафъз Ибрахим Генджев
445. Христо Генов Илиев
446. Христо Георгиев Джонджоров
447. Христо Попов
448. Христо Константинов Гюлеметов
449. Христо Калайджиев
450. Христо Константинов Пунев
451. Христо Минчев Каркъмов
452. Христо Стоянов
453. Христо Лилков
454. Христо Николов Юруков
455. Цанко Григоров Маринов
456. Цанко Нейков Козлов
457. Цветан Атанасов Георев
458. Цветан Велчев Гаджовски
459. Цветан Маринов Капитанов
460. Цветан Николов Максимов
461. Цветана Прокопиева Керанова
462. Цола Драгойчева
463. Цоло Кръстев
464. Цонко Гавраилов Цонков
465. Черню Делчев Чендов
466. Черню Николов Праматаров
467. Шакир Махмудов[5]
468. Юсеин Алиев Шолев
469. Юсни Еминов Имамов
470. Яна Георгиева Манева
471. Яни Илиев Янев
472. Янко Атанасов Димов
473. Янко Георгиев Деведжиев
474. Янко Димитров Костадинов
475. Янко Киряков Петков
476. Янко Марков
477. Янко Стоянов Комитов